# Beth Dover
Pour les articles homonymes, voir Dover.
Beth Dover est une actrice américaine née à Chicago le 29 août 1978.

## Biographie
Beth Dover naît à Chicago en 1978. Issue d'une famille de militaires, elle doit déménager tous les deux ans jusqu'à ses 13 ans. Elle part ensuite s'installer à New York pour ses études, puis à Los Angeles où elle commence son métier d'actrice.
En 2014, elle épouse Joe Lo Truglio avec qui elle a un fils, Eli Lo Truglio, en 2016.

## Filmographie

### Cinéma
- 2014 : Amies malgré lui

### Télévision
- 2007 : Esprits criminels (1 épisode)
- 2009 : Party Down (1 épisode)
- 2010-2016 : Childrens Hospital (20 épisodes)
- 2011 : Whitney (1 épisode)
- 2012-2013 : Burning Love (17 épisodes)
- 2013 : Dads (1 épisode)
- 2013 : Newsreaders (1 épisode)
- 2014 : Brooklyn Nine-Nine (1 épisode)
- 2015 : Bienvenue chez les Huang (1 épisode)
- 2015 : Difficult People (1 épisode)
- 2015 : Wet Hot American Summer: First Day of Camp (2 épisodes)
- 2015 : Big Time in Hollywood, FL (2 épisodes)
- 2015-2018 : Another Period : Blanche (rôle récurrent)
- 2015-2019 : Orange Is the New Black : Linda Ferguson (rôle récurrent[1] - 36 épisodes)
- 2016 : New Girl (1 épisode)
- 2016 : Son of Zorn (1 épisode)
- 2017 : Wet Hot American Summer: Ten Years Later (3 épisodes)

### Animation
- 2016 : Bob's Burgers (1 épisode)